# Veemarkt (Utrecht)

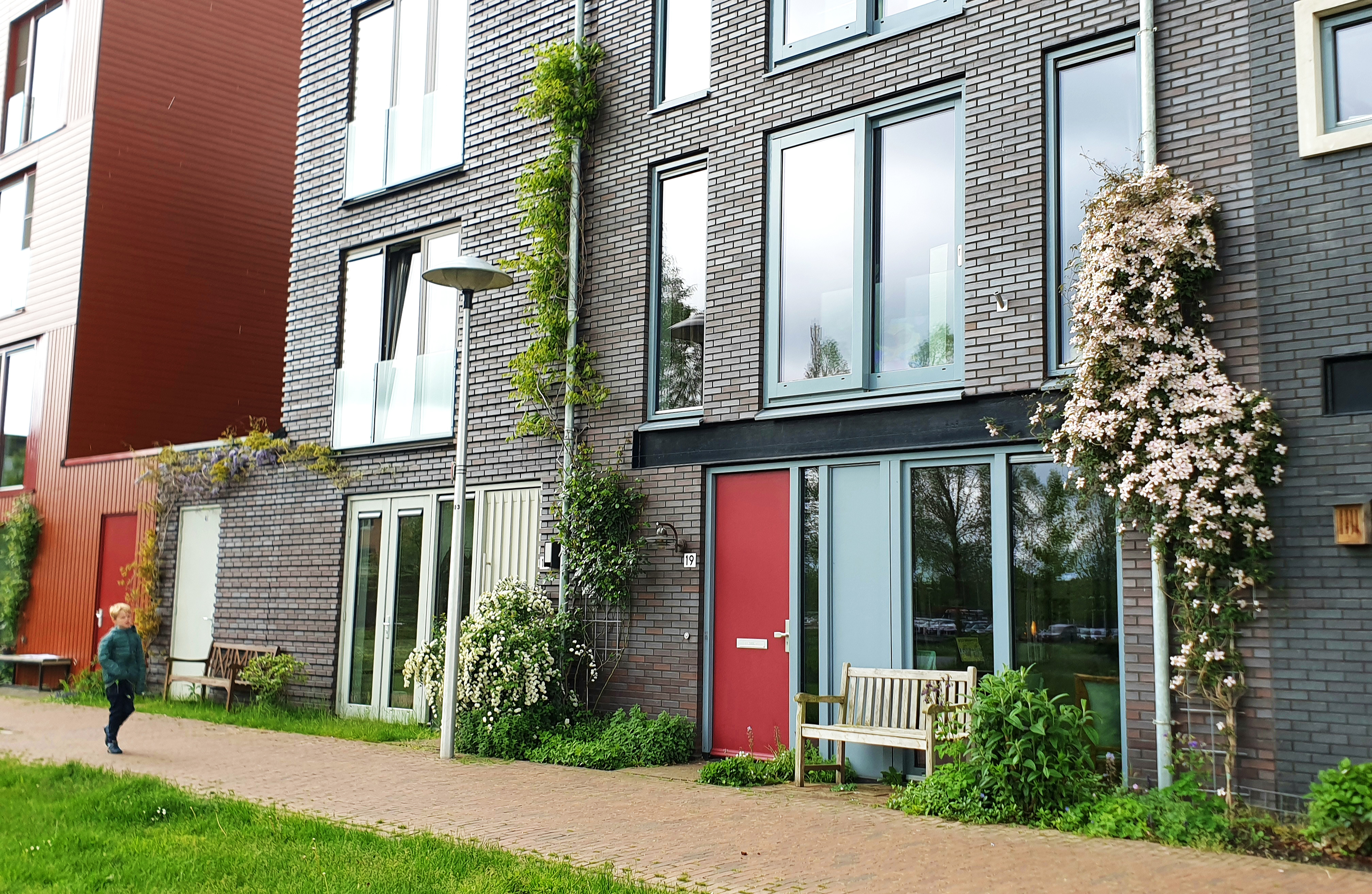
Veemarkt Utrecht

Veemarkt is een buurt in de Utrechtse wijk Noordoost. De buurt is gelegen op het voormalige veemarkthallencomplex tussen de Sartreweg, de A27 en de Biltse Rading. De buurt kent rond de 750 woningen.

## Geschiedenis

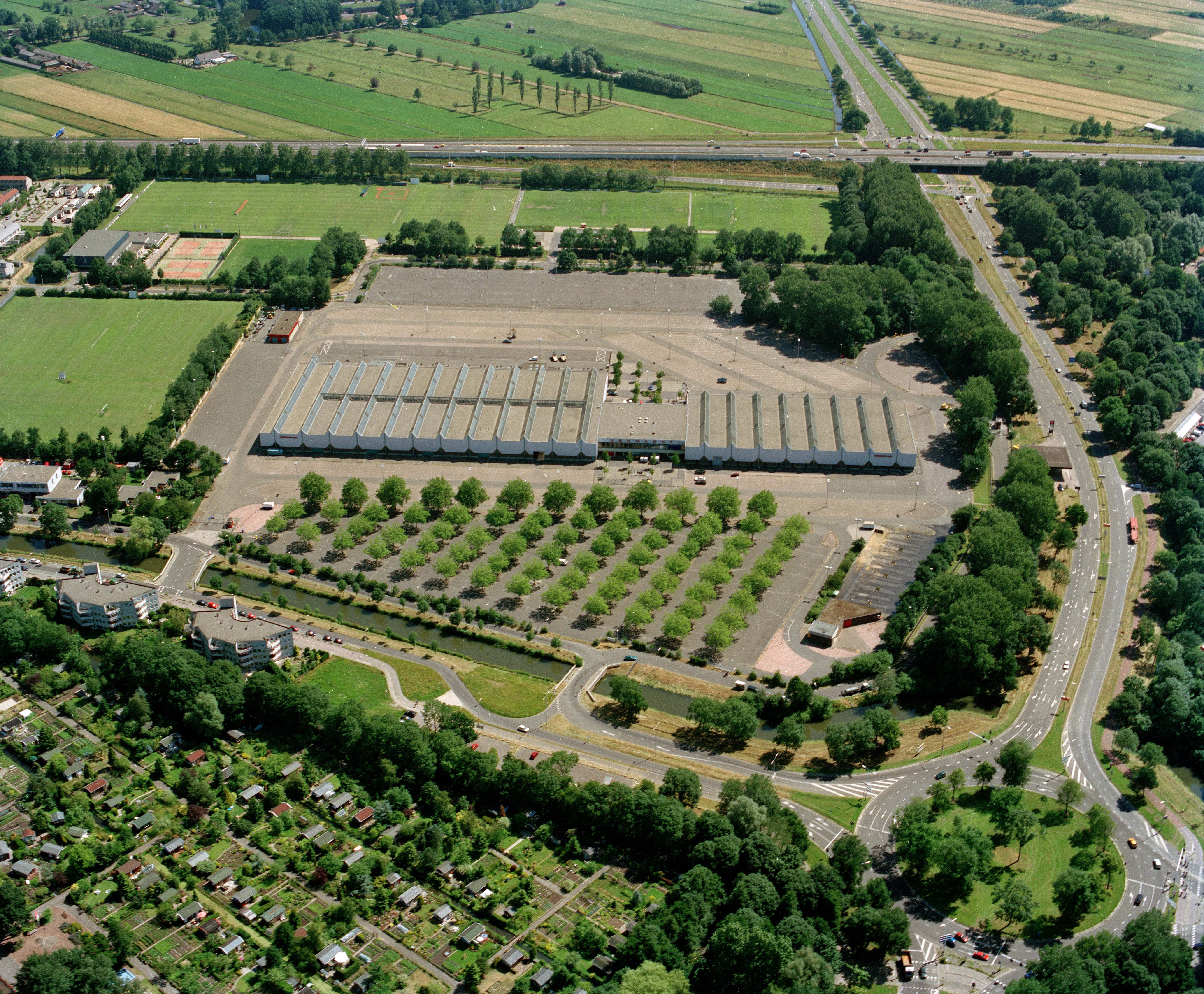
Voormalige veemarktterrein aan de Sartreweg, 1999

In 1970 werd in de Voorveldse polder een veemarkt van 110.000 vierkante meter geopend aan de rand van de stad waar voldoende ruimte aanwezig was. Al meer dan 500 jaar was er in Utrecht een veemarkt, tot 1582 op de Neude, van 1582 tot 1928 op het Vredenburg en van 1928 tot 1970 aan de Croeselaan.
In 2005 besloot de Utrechtse gemeenteraad om het veemarktterrein, gelegen aan de Sartreweg, te bestemmen als woonwijk. De voormalige veemarkthallen sloten in 2008. In 2011 werd besloten dat duurzaamheid en zelfbouw uitgangspunten moesten zijn voor de ontwikkeling. In 2014 ging de eerste paal de grond in. De bouw werd gerealiseerd met behulp van participatie.

## Architectuur
De buurt bestaat uit een kring van bouwblokken rond een centraal gelegen binnengebied: Het Plateau. Hier werden de eerste huizen gebouwd. Er zijn verschillende soorten woningen met een diverse architectuur. Kavel A op de hoek van de Sartreweg en de Livarstraat, ontworpen door CC-STUDIO, werd in 2020 genomineerd voor de Rietveldprijs.
Een klein deel van de bebouwing bestaat uit sociale woningbouw.

## Straatnamen
Voor de straatnamen is gekozen voor het thema Dieren, met een link naar de voormalige veemarkt. De straten zijn vernoemd naar paarden-, schapen, varkens- en koeienrassen: 
- Appaloosa
- Bentheimer
- Blaarkop
- Flevolander
- Haflinger
- Lakenvelder
- Lippizaner
- Livar
- Lusitano
- Oldenburger
- Ryeland
- Schoonebeker
- Zwartbont

## Voorzieningen
- Voor winkels is de buurt aangewezen op winkelcentrum De Gaard in Tuindorp Oost.
- Veemarkt heeft samen met Voordorp een buurtkrant.[12]

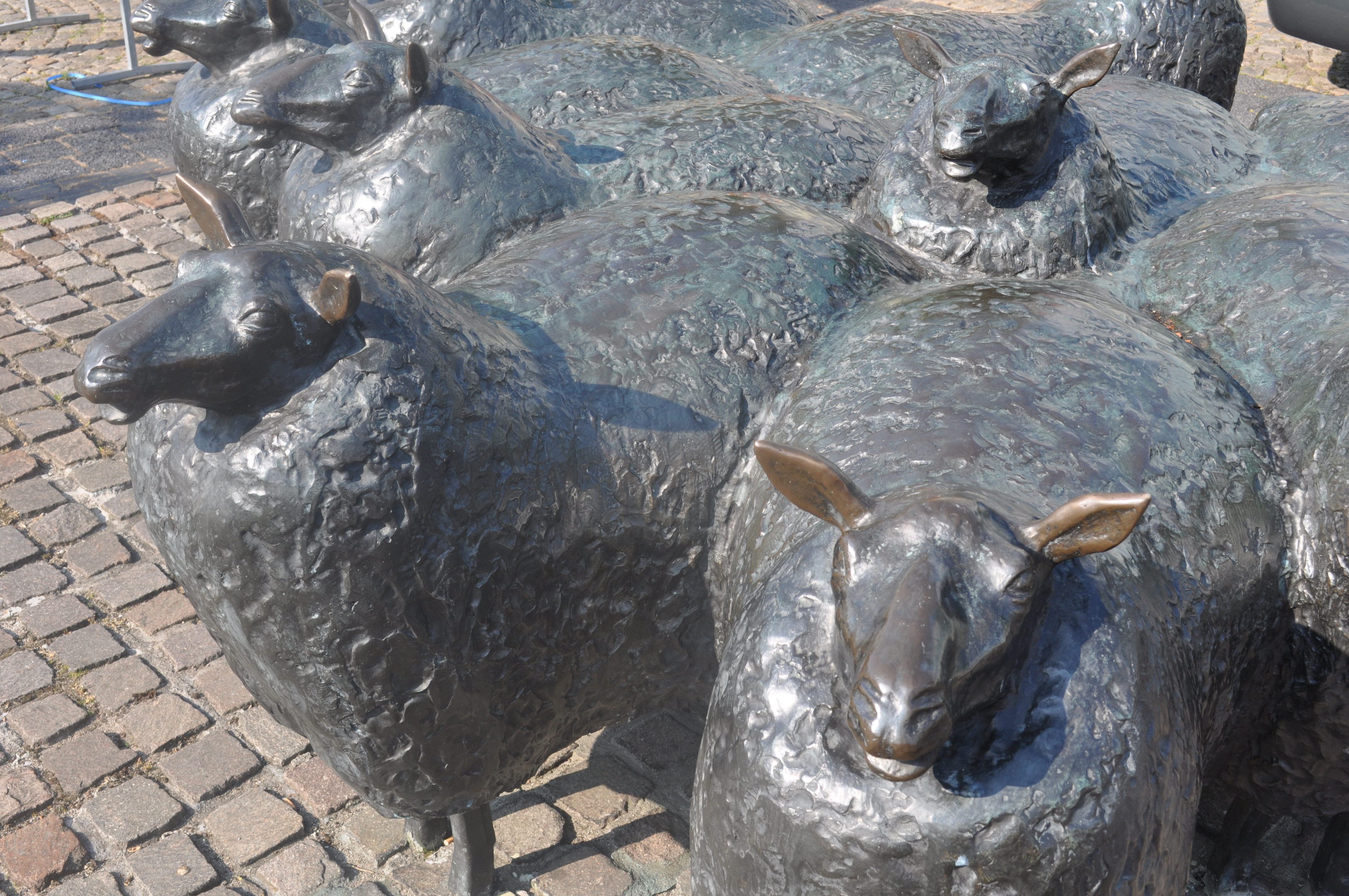
Groep schapen, Arie Teeuwisse

## Kunst in de openbare ruimte
- Het kunstwerk 'Groep Schapen' van Arie Teeuwisse, dat op het terrein van de voormalige veemarkthallen stond, staat sinds 2017 aan de Blaarkopstraat.[13]
- In het plantsoen aan de Biltse Rading is een herinneringsboom - een lindeboom als blijvende herinnering aan Utrecht 900 jaar - geplant.[14][15]

Huizingabuurt · Lauwerecht · Staatsliedenbuurt · Tuindorp · Tuindorp-Oost · Tuinwijk-Oost · Tuinwijk-West · Veemarkt · Vogelenbuurt · Voordorp · Wittevrouwen · Zeeheldenbuurt